# فرودگاه شهری بلومفیلد (آیووا)
فرودگاه شهری بلومفیلد (آیووا) (به انگلیسی: Bloomfield Municipal Airport (Iowa)) یک فرودگاه همگانی بهره‌برداری هوایی است که یک باند فرود بتن دارد و طول باند آن ۱۰۳۷ متر است. این فرودگاه در کشور ایالات متحده آمریکا قرار دارد و در ارتفاع ۲۷۱ متری از سطح دریا واقع شده‌است.